# ESL-Milch
ESL-Milch (englisch extended shelf life ‚längere Haltbarkeit im Regal‘) ist eine Milch, deren Haltbarkeit in ungeöffneter Verpackung zwischen der von pasteurisierter (fünf bis sieben Tage) und der von ultrahocherhitzter H-Milch (drei bis sechs Monate) liegt. Die Haltbarkeit geöffneter Packungen unterscheidet sich jedoch nicht. Die genaue Methode zur Konservierung ist, im Gegensatz zu pasteurisierter und H-Milch, nicht gesetzlich definiert. Hersteller geben den im Vergleich zur H-Milch besseren Geschmack und höheren Vitamingehalt und die im Vergleich zur pasteurisierten Milch längere Haltbarkeit als Vorteile an.
Das Angebot von frischer Milch wurde zu weiten Teilen durch ESL-Milch verdrängt.

## Definitionen und Kennzeichnung
Der Begriff extended shelf life (ESL) ist gesetzlich nicht definiert. ESL-Milch muss ebenso wie pasteurisierte Milch gekühlt (8–10 °C) gelagert werden. Die Haltbarkeit beträgt etwa 12 bis 21 Tage in der geschlossenen Verpackung; bei einer Lagertemperatur von 5 °C lässt sich diese Haltbarkeit häufig sogar auf 20 bis 40 Tage ausdehnen. Mit thermischen Verfahren hergestellte ESL-Milch musste anfangs als hocherhitzt gekennzeichnet werden, diese Verpflichtung entfiel seit August 2007. Solche Milch darf seitdem genau wie Frischmilch lediglich als pasteurisiert deklariert werden. ESL-Milch ist seit 1990 im Handel erhältlich. Sie wird meistens auf den Verpackungen als „länger frisch“, „längerfrische Milch“, „extra lange frisch“, „länger haltbar“ oder ähnlich bezeichnet und beworben.
Die Milchwirtschaft verständigte sich in einer Selbstverpflichtung auf die  Kennzeichnung als „Frischmilch – traditionell hergestellt“ für die bisherige Frischmilch und „Frischmilch – länger haltbar“ für die ESL-Milch. Die Verbraucherzentrale Bundesverband lehnt diese Kennzeichnung als zusätzliche Irreführung ab.

## Herstellung
Die klassischen Methoden zur Haltbarmachung von Milch sind thermische Verfahren, also eine Erhitzung:
- Pasteurisierung (30 Sekunden bei 72–75 °C, gekühlt 5–6 Tage haltbar)
- Hochpasteurisierung (3 Sekunden bei 127 °C, bei Zimmertemperatur 3 Wochen haltbar)
- Ultrahocherhitzung (H-Milch, 3 Sekunden auf 150 °C, bei Zimmertemperatur 3–6 Monate haltbar)
- Sterilisation

Die ESL-Milch befindet sich bezüglich der Herstellung zwischen Pasteurisierung und Ultrahocherhitzung.
Die längere Haltbarkeit kann durch verschiedene Methoden erreicht werden:
- Anstelle einer indirekten Erhitzung im Plattenapparat (Wärmetauscher) kann eine raschere Erhitzung mit direkter Dampfinjektion auf 127 Grad Celsius durchgeführt werden. Anschließend wird aseptisch homogenisiert und auf 3 bis 5 Grad Celsius heruntergekühlt (Fallstromerhitzung).
- Mittels Mikrofiltration mit Membranen lässt sich ein Großteil der im Produkt enthaltenen Mikroorganismen mechanisch abtrennen. Diese Methode ist in Deutschland nicht zur alleinigen Haltbarmachung von Milch zugelassen, u. a. werden verschiedene Enzyme mit Membranen nicht abgetrennt oder inaktiviert. Die Kombination von membrantrenntechnischer und thermischer Behandlung ermöglicht jedoch eine produktschonendere Verkürzung der thermischen Behandlung.[7]
- Mittels Bactofugation werden Mikroorganismen abzentrifugiert und sodann durch Erhitzung abgetötet.[8]
- Ein weiterer Ansatz ist die Verwendung von Tiefenfiltern. Der technische Aufwand scheint hier geringer zu sein, eine vollständige Abtrennung ist nicht notwendig, da eine thermische Behandlung nachgeschaltet wird.

Neben dem eigentlichen Herstellungsprozess spielen im Hinblick auf die Qualität und Stabilität der Milch zudem vor- und nachgelagerte Faktoren (Rohmilchbeschaffenheit, Prozesshygiene, Verpackung sowie Lager- und Distributionsbedingungen) eine Rolle.
Welches Verfahren bei der Herstellung angewendet wird, ist für den Verbraucher in der Regel nicht zu erkennen, da keine Kennzeichnungspflicht hierfür besteht. Teilweise wird das Verfahren auf der Verpackung erwähnt.

## Eigenschaften

### Geschmack
ESL-Milch schmeckt laut Stiftung Warentest „ähnlich frisch wie herkömmlich pasteurisierte Milch“.
Anders auf der Website des Bayerischen Staatsministeriums für Umwelt und Verbraucherschutz: „Auch ESL-Milch weist laut einigen Untersuchungen im Vergleich zur pasteurisierten Milch einen leichten Kochgeschmack auf. … Dies wird durch die Studie des Max Rubner-Instituts bestätigt.“
Geschmacksabweichungen hängen im Wesentlichen vom Behandlungsverfahren ab. Bei Verwendung des Mikrofiltrationsverfahrens tritt der Kochgeschmack als Fehlaroma weniger intensiv auf, da bei diesem Verfahren auf die Erhitzung auf 120 °C verzichtet werden kann.

### Vorteile
Die längere Haltbarkeit im Vergleich zur ausschließlich pasteurisierten frischen Milch ist ein bedeutender Vorteil für den Handel. Während pasteurisierte Milch innerhalb weniger Tage abverkauft sein muss, kann ESL-Milch in größeren Mengen auf Vorrat bestellt werden. Das Risiko, zu viel oder zu wenig Milch zu bestellen, ist für Einzelhändler und Vertriebe wesentlich geringer und Bestellungen können zeitlich zusammengefasst werden.

### Nachteile
Das lange Mindesthaltbarkeitsdatum (MHD) bezieht sich auf die geschlossene Verpackung, nach dem Öffnen ist „längerfrische“ Milch wie auch Frischmilch oder H-Milch nur noch drei Tage haltbar, sofern unter dem MHD, und das auch nur, wenn sie weiterhin gekühlt wird. Bei nicht ausreichender Kühlung verdirbt sie schnell, ohne dass das sofort deutlich am Geschmack zu erkennen ist. Geöffnet ist sie in etwa genauso haltbar wie frische pasteurisierte Milch.

### Inhaltsstoffe

#### Vitamingehalt
Der von vornherein durch das Erhitzungsverfahren bedingte Vitaminverlust liegt bei etwa 10 % gegenüber der Rohmilch. Er nimmt durch Lagerung weiter zu: z. B. 5–15 % (gesamt 14,5–23,5 %) des Vitamin B1 und bis zu 7 % (gesamt 16,3 %) des Vitamin B6. Dabei weist die mittels indirektem Erhitzungsverfahren hergestellte ESL-Milch eine deutlich bessere Haltbarkeit der Vitamine auf als direkt erhitzte ESL-Milch.

#### Hitzeindikatoren
ESL-Milch enthält einen erhöhten Gehalt an Hitzeindikatoren wie Lactulose und Furosin. Bisher existieren keine gesetzlich vorgeschriebenen Grenzwerte für sie.

## Rechtslage und Kennzeichnungspraxis
In der EU ist umstritten, ob die durch Fallstromerhitzung (Hocherhitzung) behandelte Milch lebensmittelrechtlich gleichzusetzen ist mit pasteurisierter Frischmilch. Einige Länder, z. B. Österreich oder Italien, schreiben für pasteurisierte Frischmilch eine Verbrauchsfrist von höchstens fünf Tagen nach Abfülldatum vor. Anderenfalls dürfe die Milch nicht unter der Bezeichnung „frisch“ vermarktet werden.
Deutschland unterscheidet zwar grundsätzlich zwischen pasteurisierter Frischmilch und durch Fallstromerhitzung behandelter Milch. Letztere, die sich von traditioneller Frischmilch durch eine längere Haltbarkeitsdauer von 15 bis 20 Tagen unterscheidet, darf aber trotzdem den Aufdruck „frisch“ auf dem Etikett tragen. Auch ist es häufig so, dass auf den ESL-Milchverpackungen die Angabe „pasteurisiert“ vorhanden ist, obwohl der Inhalt fallstromerhitzt wurde. Bei einer Reihe von Herstellern werden die Produkte durch die Angaben „länger haltbar“ (fallstromerhitzte Milch) beziehungsweise „traditionell hergestellt“ (für pasteurisierte Frischmilch) unterschieden, sodass der Verbraucher sich an diesen Herstellerbezeichnungen sowie an der effektiven Haltbarkeitsdauer orientieren kann.
Eine klare gesetzliche Definition von „Frischmilch“ forderte der Verbraucherzentrale Bundesverband anlässlich einer Bundestagsdebatte zum Thema am 13. Februar 2009. „Die Bezeichnung Frischmilch sollte der üblichen pasteurisierten Milch vorbehalten bleiben“, erklärt Vorstand Gerd Billen. Die Bundesregierung müsse durch verbindliche Kennzeichnungsvorschriften sicherstellen, dass Verbraucher Frischmilch, H-Milch und ESL-Milch auf einen Blick unterscheiden können.